# Marcelo Piñeyro
Marcelo Piñeyro (Buenos Aires, 5 marzo 1953) è un regista cinematografico e sceneggiatore argentino.

## Biografia
Il suo film Plata quemada ha vinto il Premio Goya per il miglior film straniero in lingua spagnola nel 2001.

## Filmografia parziale

### Regista
- Tango feroz: la leggenda di Tanguito (Tango feroz: la leyenda de Tanguito, 1993)
- Caballos salvajes (1995)
- Cenizas del paraíso (1997)
- Historias de Argentina en vivo - documentario collettivo (2001)
- Kamchatka (2002)
- Plata quemada (2002)
- Il metodo (El método, 2005)
- Las viudas de los jueves, 2009, telefilm;
- Ismael (2013)

### Sceneggiatore
- Tango feroz: la leggenda di Tanguito (Tango feroz: la leyenda de Tanguito), regia di Marcelo Piñeyro (1993)
- Caballos salvajes, regia di Marcelo Piñeyro (1995)
- Cenizas del paraíso, regia di Marcelo Piñeyro (1997)
- Historias de Argentina en vivo - documentario collettivo (2001)
- Plata quemada, regia di Marcelo Piñeyro (2002)
- Il metodo (El método), regia di Marcelo Piñeyro (2005)
- Las viudas de los jueves, regia di Marcelo Piñeyro (2010)
- Ismael, regia di Marcelo Piñeyro (2013)

### Produttore
- La storia ufficiale (La historia oficial), regia di Luis Puenzo (1985)